# Stafsinge distrikt
Stafsinge distrikt är ett distrikt i Falkenbergs kommun och Hallands län. 
Distriktet ligger vid kusten, norr om Falkenberg. 

## Tidigare administrativ tillhörighet
Distriktet inrättades 2016 och utgörs av socknen Stafsinge i Falkenbergs kommun.
Området motsvarar den omfattning Stafsinge församling hade vid årsskiftet 1999/2000.